# Nahemi Uequin Antelo
Nahemi Uequin Antelo (sinh ngày 8 tháng 4 năm 2001) là một người mẫu thời trang Bolivia. Cô đã chiến thắng cuộc thi Hoa hậu Bolivia 2021. Cô sẽ là đại diện cho Bolivia tại cuộc thi Hoa hậu Hoàn vũ 2021 sẽ được tổ chức tại Eilat, Israel.

## Tiểu sử
Uequin sinh ra và lớn lên ở Santa Cruz. Cô là con gái của Carlos Uequin và Maria Alicia Antelo. Uequin theo học trường Cao đẳng Santa Cruz tại Đức. Cô cũnh là một thành viên của công ty người mẫu nổi tiếng ở Bolivia  "Las Magníficas de Pablo Manzoni".

## Các cuộc thi sắc đẹp

### Miss Statan Cruz 2021
Uequin tham gia cuộc thi cùng với 17 thí sinh khác trong Miss Santa Cruz 2021. Cô là người chiến thắng cuộc thi và giành quyền đại diện cho tỉnh của mình trong cuộc thi Hoa hậu Hoàn vũ Bolivia 2021.

### Hoa hậu Hoàn vũ Bolivia 2021
Uequin cạnh tranh với 25 thí sinh khác trong cuộc thi Hoa hậu Hoàn vũ Bolivia 2021 tại Santa Cruz và cô là người đặng quang với ngôi vị cao nhất của cuộc thi.

### Hoa hậu Hoàn vũ 2021
Với tư cách là Hoa hậu Hoàn vũ Bolivia 2021, Uequin sẽ đại diện cho Bolivia tham gia cuộc thi Hoa hậu Hoàn vũ 2021 đuợc diễn ra tại Eilat, Israel.